# Крамаренков
Крамаренков — хутор в Россошанском районе Воронежской области.
Входит в состав Кривоносовского сельского поселения.

## География
На хуторе имеется одна улица — Садовая.

## Население
| 2010 |
| ---- |
| 21   |